# Coucou à long bec
Chalcites megarhynchus
Espèce
Statut de conservation UICN

 LC  : Préoccupation mineure
Synonymes
- Rhamphomantis megarhynchus

Le Coucou à long bec (Chalcites megarhynchus) est une espèce d'oiseaux de la famille des Cuculidae.
Son aire disjointe s'étend à travers les îles Aru, Waigeo et la Nouvelle-Guinée.
C'est une espèce monotypique (non subdivisée en sous-espèces), classée par certains auteurs, dans le genre monotypique Rhamphomantis.